# Śródmózgowie

Schematyczne przedstawienie mózgowia w okresie rozwoju.
Po lewej pęcherzyki mózgowe pierwotne, a po prawej wtórne.

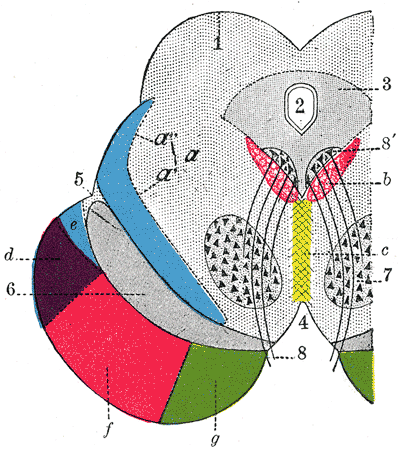
Poprzeczny przekrój przez śródmózgowie.
1. Wzgórki czworacze.
2. Wodociąg mózgu.
3. Istota szara środkowa.
4. Przestrzeń międzyodnogowa.
5. Bruzda boczna.
6. Istota czarna.
7. Jądro czerwienne nakrywki.
8. Nerw okoruchowy.
a. Wstęga (na niebiesko) z a’ wstęgą przyśrodkową i a" – wstęgą boczną.
b. Pęczek podłużny przyśrodkowy.
c. Szew mózgu.
d. Włókna skroniowo-mostowe.
e. Część wstęgi przyśrodkowej, która biegnie do jądra soczewkowatego i wyspy.
f. Włókna mózgowo-rdzeniowe (piramidowe).
g. Włókna czołowo-mostowe

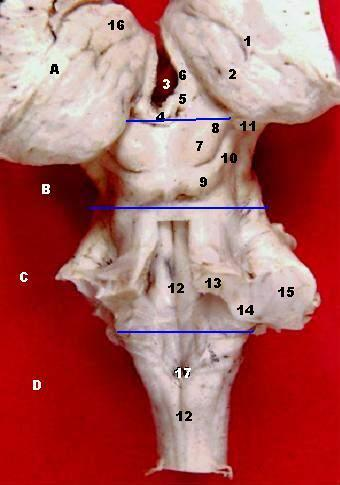
Pień mózgu człowieka (śródmózgowie oznaczone "B"). 7, 9 – Wzgórki czworacze

Śródmózgowie (łac. mesencephalon) – środkowa część mózgowia u kręgowców, w której znajduje się wodociąg mózgu (zwany też wodociągiem Sylwiusza) łączący III i IV komorę mózgu. Śródmózgowie łączy się z móżdżkiem i rdzeniem przedłużonym oraz z międzymózgowiem. U ssaków część grzbietowa śródmózgowia utworzona jest przez blaszkę czworaczą, w której wyróżnia się wzgórki górne i dolne lub pokrywę wzrokową zróżnicowaną na ciałka bliźniacze (corpora bigemina), czyli płaty wzrokowe (lobi optici) u pozostałych kręgowców.
Śródmózgowie jest ośrodkiem wzrokowym, a u niższych kręgowców (ryby, płazy) jest także ośrodkiem integracji bodźców zmysłowych. U ssaków jest tylko ośrodkiem odruchowym zmysłów wzroku i słuchu.

## Budowa
Śródmózgowie złożone jest z pokrywy śródmózgowia i konarów mózgu (nakrywka i odnogi mózgu współtworzą konary mózgu). Na przekroju poprzecznym płaszczyzna pozioma poprowadzona przez wodociąg mózgu jest granicą między pokrywą a nakrywką. Granicę między nakrywką a odnogą mózgu stanowią bruzdy: przyśrodkowa i boczna odnogi mózgu (sulcus medialis et lateralis cruris cerebri) oraz istota czarna.

### Pokrywa
Pokrywa śródmózgowia składa się przede wszystkim z blaszki pokrywy, która zbudowana jest z:
- wzgórków górnych (colliculi superiores) – składają się z trzech warstw istoty szarej i czterech istoty białej; pełnią rolę ośrodka odruchów wzrokowych,
- wzgórków dolnych (colliculi inferiores) – pełnią rolę odruchowego ośrodka słuchowego,
- okolicy przedpokrywowej (regio pretectalis) – zawiera drobne jądra przedpokrywowe, do których dochodzi część łuku odruchu źrenicy na światło.

### Nakrywka
Istotę szarą nakrywki śródmózgowia reprezentują jądra własne oraz jądra nerwów czaszkowych. 
- Do jąder własnych należą:
  - istota czarna,
  - istota szara środkowa,
  - jądra tworu siatkowatego,
  - jądro czerwienne.
- Do jąder nerwów czaszkowych należą:
  - jądro ruchowe nerwu bloczkowego,
  - jądro śródmózgowiowe nerwu trójdzielnego,
  - jądro główne nerwu okoruchowego,
  - jądro środkowe nerwu okoruchowego,
  - jądro ogonowe środkowe nerwu okoruchowego,
  - jądro dodatkowe (autonomiczne) nerwu okoruchowego.

Istota biała nakrywki utworzona jest przez włókna:
- wstęgi przyśrodkowej,
- wstęgi bocznej,
- drogi rdzeniowo-pokrywowej,
- drogi móżdżkowo-czerwiennej,
- drogi rdzeniowo-siatkowej,
- drogi móżdżkowo-wzgórzowej,
- drogi pokrywowo-rdzeniowej,
- drogi czerwienno-rdzeniowej,
- drogi siatkowo-rdzeniowej,
- drogi pokrywowo-jądrowej,
- drogi czerwienno-jądrowej,
- drogi siatkowo-jądrowej,
- drogi suteczkowo-międzykonarowej,
- drogi uzdeczkowo-międzykonarowej,
- pęczka podłużnego przyśrodkowego,
- pęczka podłużnego grzbietowego.

### Odnoga mózgu
Odnoga mózgu jest parzysta i zbudowana jest w całości z istoty białej, czyli włókien nerwowych przechodzących z torebki wewnętrznej do części brzusznej mostu.